# Großheide (Mönchengladbach)
Großheide ist ein Ortsteil der kreisfreien niederrheinischen Großstadt Mönchengladbach im Westen des deutschen Bundeslandes Nordrhein-Westfalen. Innerhalb Mönchengladbachs umfasst Großheide den gesamten nördlichen Bereich des amtlichen Stadtteils Windberg, der seit dem Jahr 2009 zum Mönchengladbacher Stadtbezirk Nord gehört (vorher: „Mönchengladbach-Stadtmitte“). Die Postleitzahl von Großheide, wie auch für weitere Gebiete nördlich der Mönchengladbacher Innenstadt, ist 41063. Als frühere Bezeichnungen für das Gebiet sind auch die Namen Grosseheid, Große Heide, Großhaid, Grosse Heide, Großeheide, Grossehaide oder Grossheide überliefert.

## Geschichte

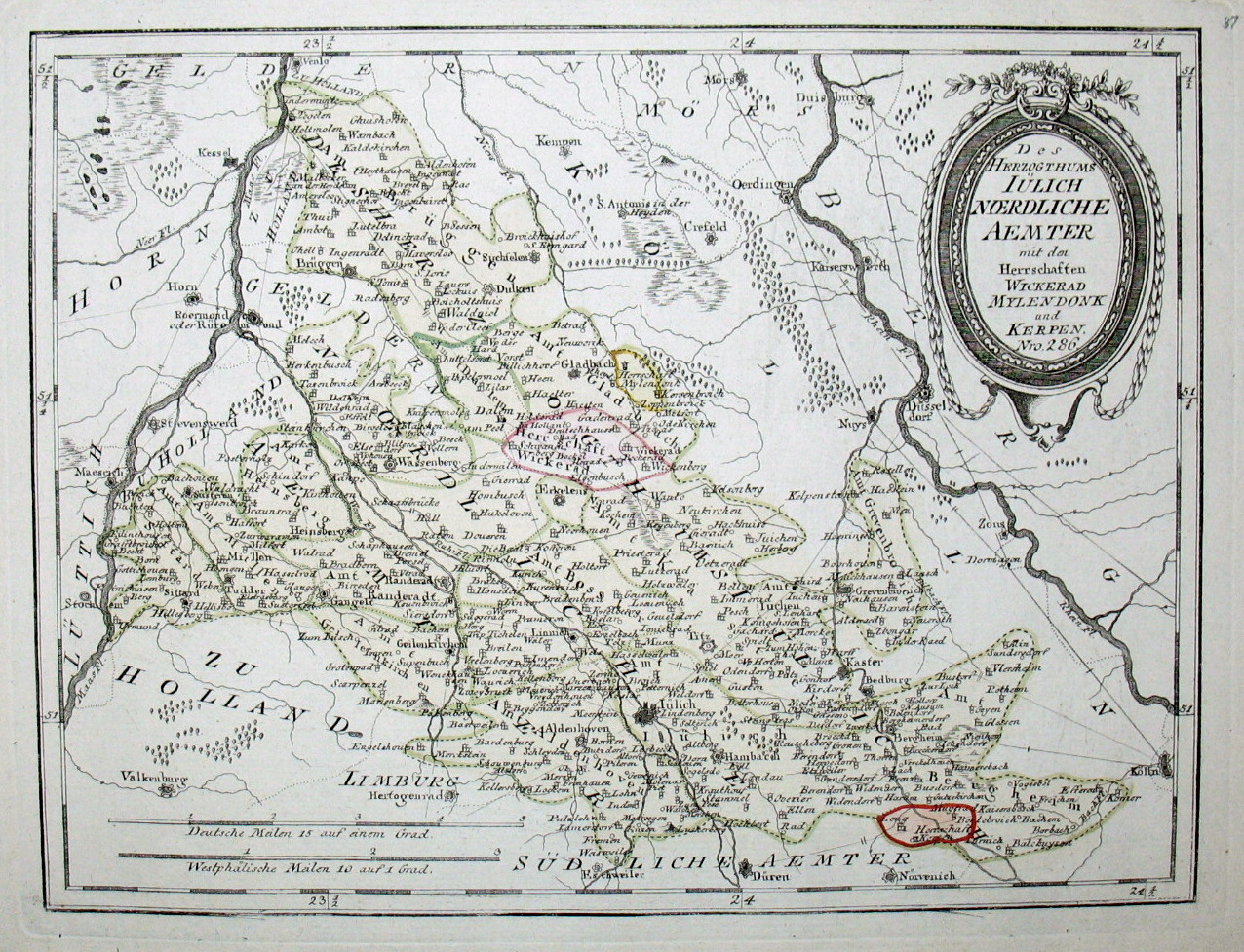
Karte vom nördlichen Teil des Herzogtums Jülich von 1794 bis 1795.

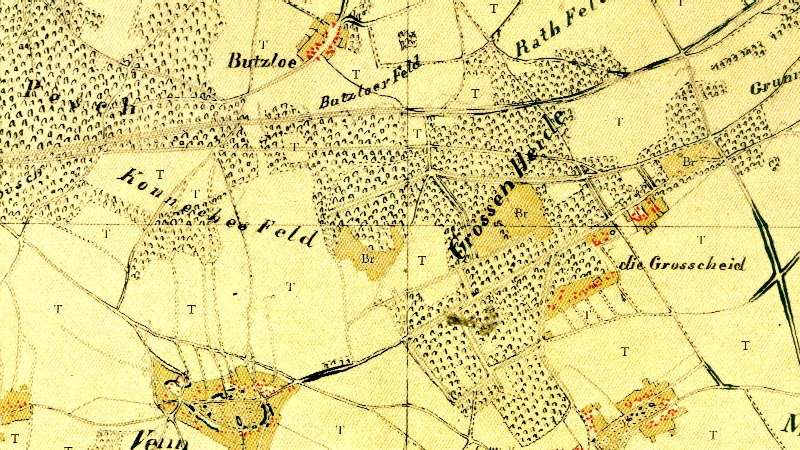
Großheide und die benachbarten Ansiedlungen Bötzlöh (oben), Venn (unten links) und Windberg (unten rechts) zur Franzosenzeit, um 1805.

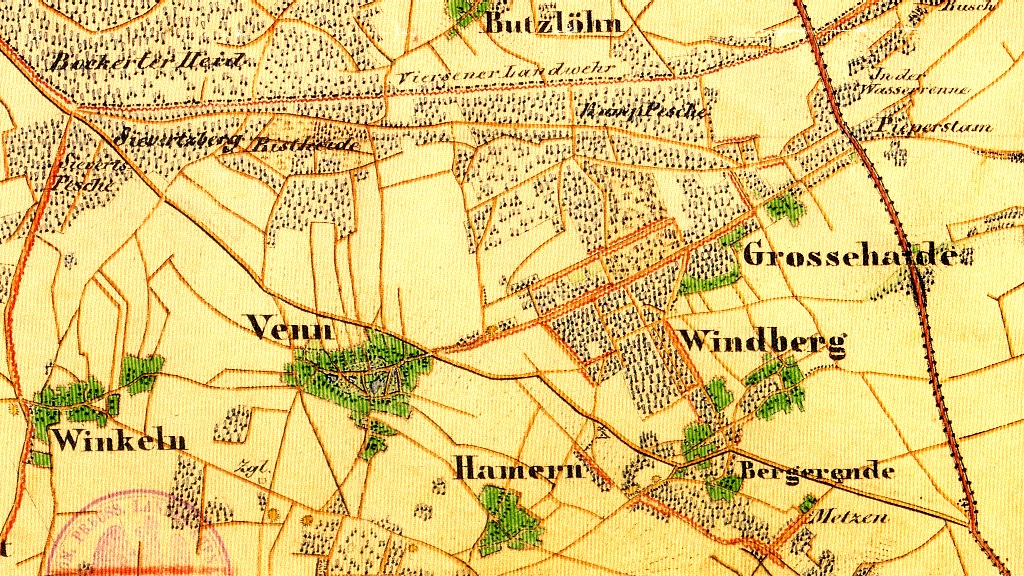
Alte preußische Landkarte von Großheide und den umliegenden Dörfern aus dem Jahr 1844.

### Großheide unter der Herrschaft des Herzogtums Jülich bis 1794
Die älteste bekannte schriftliche Erwähnung von Großheide stammt aus dem Jahr 1624 und damit aus der Zeit des Dreißigjährigen Krieges. Großheide war ein kleines Bauerndorf im Norden des Herzogtums Jülich und lag damals an der Grenze zu den Spanischen Niederlanden, wozu das im Norden angrenzende Gebiet von Alt-Viersen mit seinen damaligen Honnschaften Ummer (einschließlich Bötzlöh und Ompert) und Heimer (einschließlich Helenabrunn) gehörte.
Die ursprüngliche Ansiedlung von Großheide beschränkte sich auf einen relativ kleinen Bereich entlang der heutigen Straßen Großheide und Kampsheide, etwa zwischen Botzlöher Weg und Haiderfeldstraße. Die Großheide war aber keine eigenständige Honnschaft, sondern bildete zusammen mit Windberg und weiteren Dörfern die Honnschaft Obergeburth. Die Honnschaft Obergeburth war ein Teil des gleichnamigen Gerichtsbezirks, wozu außerdem noch die Honnschaft Holthehn (nicht zu verwechseln mit Hehnerholt) gehörte. Der Gerichtsbezirk Obergeburth war wiederum ein Teil des Unteramtes Gladbach innerhalb des jülich'schen Amtes Grevenbroich.
Das im Norden im Bereich der Viersener Landwehr an Großheide angrenzende Altviersener Gebiet wurde als Folge des Spanischen Erbfolgekrieges ab 1705 zunächst von den Nördlichen Niederlanden (oft auch „Generalstaaten“ genannt) militärisch besetzt. Am Ende dieses Erbfolgekonflikts wurde die sog. „Herrlichkeit Viersen“ dann im Jahre 1713 im Frieden von Utrecht offiziell von Spanien an Preußen abgetreten, während in Großheide die Territorialherrschaft des Herzogtums Jülich vorerst noch bestehen blieb.

### Großheide zur Franzosenzeit (1794–1814)
Im Jahre 1794 kam es zunächst zu einer militärischen Besetzung des linksrheinischen Gebiets durch französische Revolutionstruppen. Die neue französische Verwaltung veranlasste dann in den Jahren 1798/1800 gleich zwei Gebietsreformen mit dem Ziel, die kommunalen Verwaltungsstrukturen nach französischem Vorbild umzugestalten und die geplante Integration des Gebiets in den französischen Staat zu vereinfachen. Dabei wurde aus dem größten Teil des früheren Gladbacher Gerichtsbezirks Obergeburth die gleichnamige Bürgermeisterei („Mairie“) gebildet, die ihrerseits ein Teil des Kantons Neersen war. Der Kanton Neersen gehörte dabei zum „Arrondissement de Crévelt“ (Arrondissement Krefeld) im „Département de la Roer“.
Am 9. Februar 1801 wurde Großheide für die nächsten Jahre offiziell zu einem französischen Dorf, nachdem die linksrheinischen Gebiete im Frieden von Lunéville vom letzten Römisch-deutschen Kaiser, Franz II. (von Habsburg-Lothringen), völkerrechtlich an Frankreich abgetreten worden waren.

### Großheide nach 1815

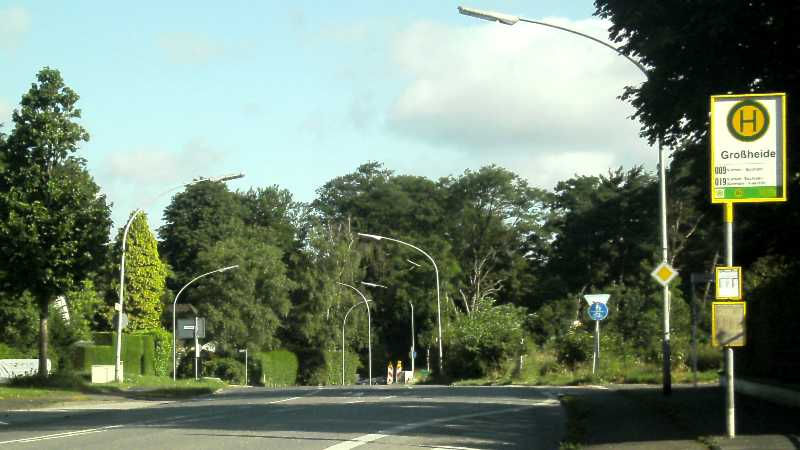
Die L 71 (Viersener Straße) im Bereich von Großheide mit gleichnamiger Haltestelle.

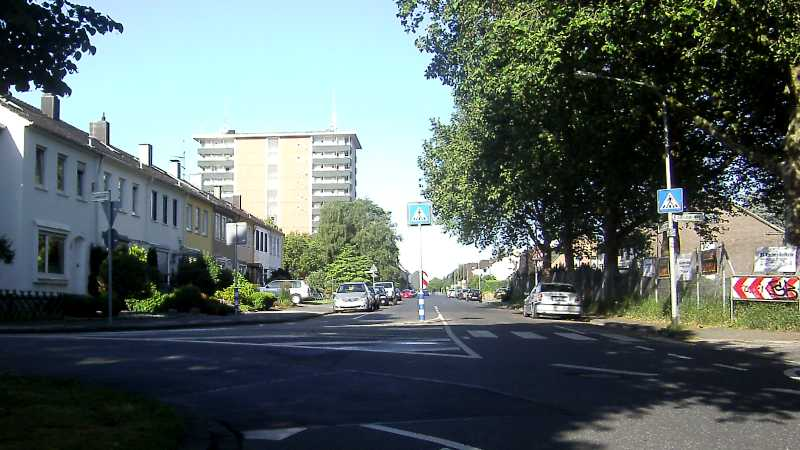
Die Kreisstraße 8 (Kärntner Straße) in Großheide, vom Kreisverkehr aus gesehen.

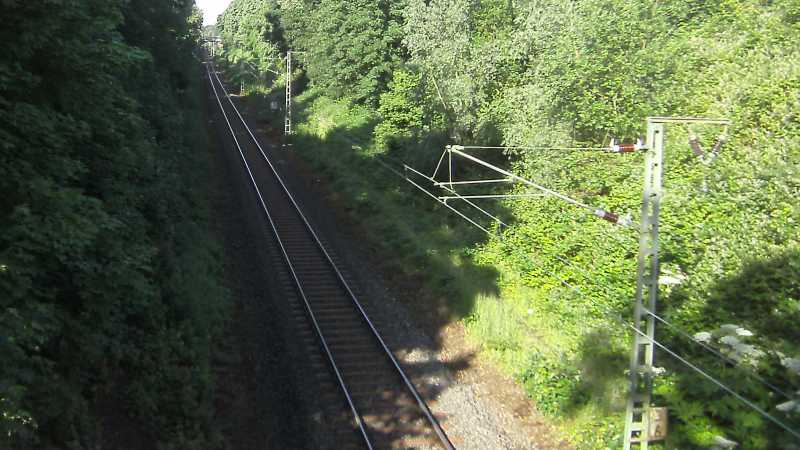
Die durch einen künstlichen Geländeeinschnitt verlaufende Eisenbahngüterstrecke von Helenabrunn nach Rheydt zwischen dem eigentlichen Windberg und Großheide, von der Viersener Straße aus gesehen.

Nach rund 20 Jahren ging die französische Epoche mit der Niederlage Napoléons in der Schlacht bei Waterloo im Jahre 1815 endgültig zu Ende, anschließend fiel das Rheinland an Preußen, das zu den Siegermächten der Napoléonischen Kriege gehörte. Die von den Franzosen gegründete Bürgermeisterei Obergeburth blieb auch unter der preußischen Herrschaft zunächst bestehen, der Kanton Neersen wurde jedoch 1816 wieder aufgelöst. Stattdessen wurde die Bürgermeisterei Obergeburth 1816 durch die preußische Verwaltung in den damals neugebildeten Kreis Gladbach eingegliedert, wie im Übrigen auch die benachbarte Bürgermeisterei Viersen.
Im Jahr 1835 verlor dann die Bürgermeisterei Obergeburth, zu der sowohl Großheide wie auch das benachbarte Windberg gehörten, im Zuge einer weiteren Kommunalreform ihre Selbständigkeit und wurde als „Ländliche Specialgemeinde“ der Bürgermeisterei Gladbach angegliedert. Dieser Zustand währte nur etwas mehr als 20 Jahre: Bereits 1859 wurde die ländliche Specialgemeinde Obergeburth erneut zur selbständigen Bürgermeisterei aufgewertet und aus der Bürgermeisterei Gladbach wiederausgegliedert.
Am 15. Juli 1907 wurde die Bürgermeisterei bzw. Gemeinde Obergeburth umbenannt in München-Gladbach-Land, im August 1921 kam es schließlich doch noch zur Eingemeindung in die seit 1888 kreisfreie Stadt M’gladbach. Innerhalb Mönchengladbachs ist Großheide ein Ortsteil des amtlichen Stadtbezirks Windberg und zählte gemeinsam mit Windberg jahrzehntelang zum Stadtbezirk Stadtmitte. Im Jahr 2009 wurden die Mönchengladbacher Stadtbezirke Stadtmitte und Hardt zum neuen Stadtbezirk Mönchengladbach Nord zusammengelegt, wozu Großheide nun gehört.

## Verkehr

### Straßenverkehr
Hauptverkehrsader für den östlichen Teil von Großheide ist die L 71, das ist die Viersener Straße, die von der Mönchengladbacher Innenstadt als Nebenstrecke nach Viersen verläuft. Der westliche und mittlere Teil von Großheide werden über die Lindenstraße mit dem Zentrum des Stadtteils Windberg und der Gladbacher Innenstadt verbunden.
In Ost-West-Richtung verläuft die Kreisstraße 8, dies ist die Straße namens Großheide bzw. im weiteren Verlauf die Kärntner Straße. An ihrem östlichen Ende ist diese Kreisstraße mit der bereits erwähnten L 71 (Viersener Straße) verknüpft, am westlichen Ende mit der Kreisstraße 2 (Venner Straße), die von Venn über Windberg ins Mönchengladbacher Stadtzentrum führt.
Außerdem verläuft in Ost-West-Richtung die A 52 unmittelbar am nördlichen Rand von Großheide vorbei, eine Anschlussstelle gibt es jedoch im Bereich von Großheide nicht. Die nächstliegenden Verknüpfungspunkte mit dem Autobahnnetz sind die Anschlussstellen Nr. 6 („Mönchengladbach-Hardt“) und Nr. 8 („Mönchengladbach-Nord“) an der A 52 sowie die Anschlussstelle Nr. 10 („Mönchengladbach-Nordpark“) an der A 61.

### Schienenverkehr

#### Eisenbahn
Am südlichen Rand von Großheide verläuft in Troglage durch einen künstlich angelegten Geländeeinschnitt die hier einspurige Eisenbahngüterstrecke von Helenabrunn nach Rheydt. Es handelt sich um einen noch in Betrieb befindlichen Streckenabschnitt der größtenteils stillgelegten Bahnstrecke Krefeld–Rheydt. Da diese Strecke nur dem Güterverkehr dient, gibt es hier jedoch keinen Bahnhof für den Personenverkehr. Der nächstgelegene Bahnhof im Personenverkehr ist der Mönchengladbacher Hauptbahnhof.
Der mit der zuvor erwähnten Eisenbahnstrecke einhergehende Geländeeinschnitt markiert recht deutlich die Grenze zwischen dem eigentlichen Windberg und Großheide. Da sämtliche Verkehrswege von Windberg nach Großheide diese Güterstrecke überbrücken müssen, liegt Großheide von Windberg oder der Mönchengladbacher Innenstadt aus gesehen „henger de Brück“ (hochdeutsch: „hinter der Brücke“).

#### Straßenbahn
Im östlichen Teil von Großheide bestand bis 1965 eine Straßenbahnstrecke entlang der Viersener Straße. Die Strecke führte ursprünglich von der Mönchengladbacher Innenstadt nach Viersen und Süchteln und wurde seit 1955 allmählich stillgelegt. Zuletzt verkehrten die Straßenbahnen noch bis zur Haltestelle „Helenabrunn, Wegweiser“.

### Busverkehr
Als Ortsteil von Mönchengladbach gehört Großheide zum Tarifgebiet des Verkehrsverbunds Rhein-Ruhr und wird von den Mönchengladbacher Verkehrsbetrieben auf verschiedenen Fahrwegen mit mehreren Buslinien angesteuert:
| Typ                   | Linie | Strecke | Hinweise                                                                                  |
| --------------------- | ----- | --- | ----------------------------------------------------------------------------------------- |
| Bus                   | 008   | Venn, Breiter Graben – Großheide, Leostraße – Großheide, Kärntner Straße – Windberg – Wasserturm – Alter Markt – Mönchengladbach Hbf – Pesch – Reyerhütte – Volksgarten | NEW – MöBus                                                                               |
| Bus                   | 009   | (Süchteln, Busbahnhof – Viersen, Busbahnhof – Viersen, Gereonsplatz – Beberich – Ummer –) VIE‑Helenabrunn, Wegweiser – MG, Franziskushaus – Großheide – Bunter Garten – Alter Markt – Mönchengladbach Hbf – Hermges – Dahl – Ohler, Ohlerfeld                                             | NEW - MöBus, der Abschnitt zwischen Süchteln und Helenabrunn wird nur zeitweise befahren. |
| Bus                   | 010   | Hamern – Großheide, Leostraße – Großheide, Kärntner Straße – Windberg – Wasserturm – Alter Markt – Mönchengladbach Hbf – Uedding – Neuwerk | NEW – MöBus                                                                               |
| Bus                   | 019   | (Vinkrath – Grefrath – Süchteln-Vorst –) Süchteln – Viersen, Busbahnhof – Viersen, Gereonsplatz – Beberich – Ummer – VIE‑Helenabrunn, Wegweiser – MG, Franziskushaus – Großheide – Wasserturm – Alter Markt – Mönchengladbach Hbf – Hermges – Rheydt, Marienplatz – Elisabeth-Krankenhaus | NEW – MöBus, der Abschnitt zwischen Vinkrath und Süchteln wird nur zeitweise befahren.    |
| Stand: September 2019 |       | |                                                                                           |

Spätabends und Nachts verkehrt in Großheide die Nachtexpress-Buslinie NE 2.

### Radwanderwege
Es führen keine ausgewiesenen überörtlichen Radwanderwege oder Radwander-Themenrouten direkt nach Großheide oder durch Großheide hindurch.
- Im benachbarten Windberg besteht jedoch Anschluss an die Deutsche Fußballroute NRW.[24][25]
- Etwas nördlich von Großheide verlaufen in Bötzlöh die beiden Viersener Radwanderwege Mispelroute und Rundweg Viersen auf gemeinsamem Fahrweg.[24][25]

## Sehenswürdigkeiten

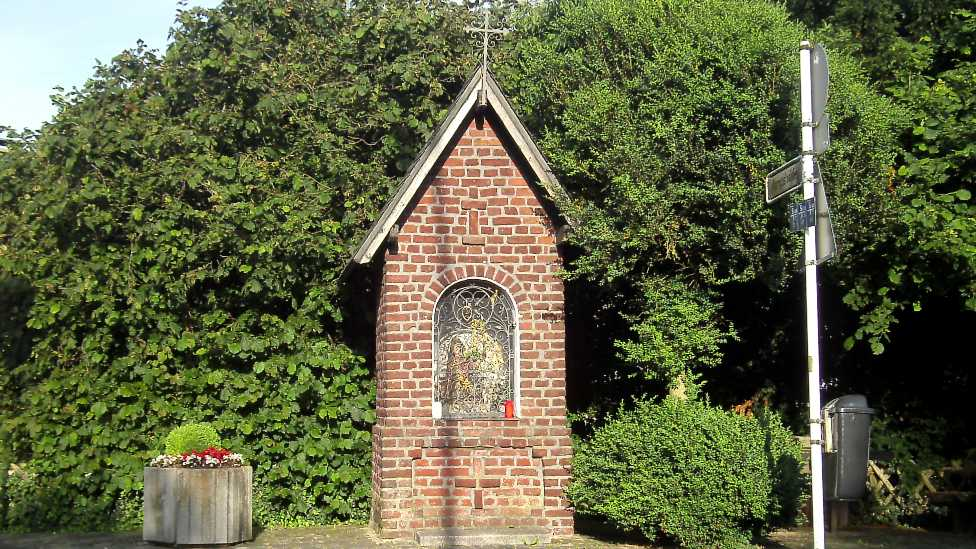
Das Heiligenhäuschen an der Ecke der Straßen Großheide und Kampsheide.

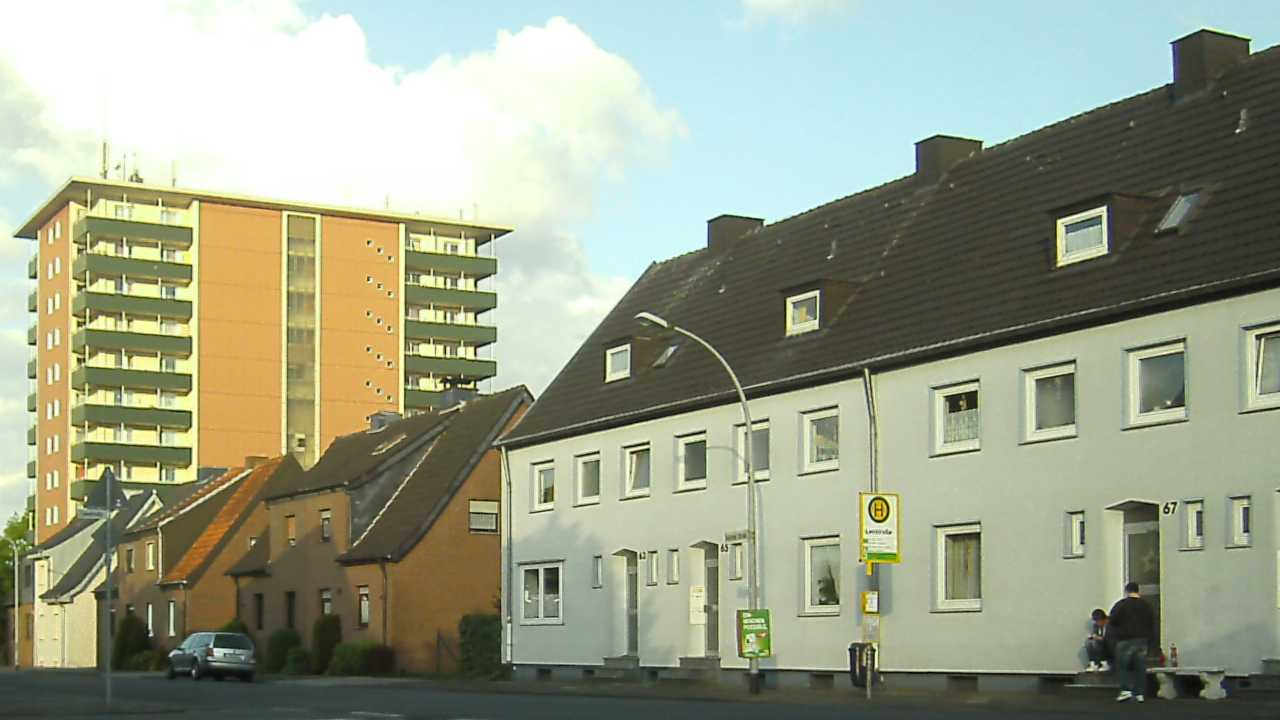
Das Hochhaus links im Bild ist ein weithin sichtbares Wahrzeichen von Großheide.

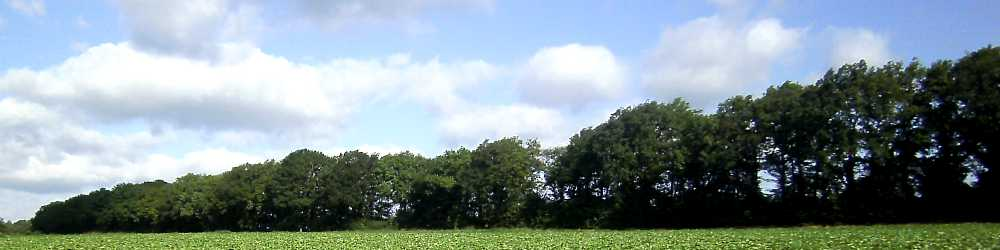
Die Viersener Landwehr in der Nähe des Franziskushauses, von der Mönchengladbacher Seite aus gesehen.

### Heiligenhäuschen Großheide/Kampsheide
An der Ecke der Straßen Großheide und Kampsheide befindet sich ein kleines Heiligenhäuschen aus dem 19. Jahrhundert. Das Bauwerk geht auf eine Soldatenmutter zurück, die nach dem Ende der Napoleonischen Kriege (1815) zunächst scheinbar vergeblich auf die Rückkehr ihres Sohnes wartete. Wohl um die Rückkehr ihres Sohnes bittend, ließ die Mutter ein einfaches Heiligenhäuschen aufstellen, in das dann das Bildnis einer religiösen Dreiergruppe, bestehend aus der Marienmutter Anna, der heiligen Maria sowie dem Jesuskind, gestellt wurde. Der vermisste Sohn kam übrigens dann doch noch nach Großheide zurück.
Aus städtebaulichen, orts- und religionshistorischen Gründen wurde das Heiligenhäuschen als schützenswertes Baudenkmal klassifiziert. Das aus Backstein errichtete Bauwerk mit einem schiefergedeckten Satteldach wurde mit der Listennummer G 037 am 18. September 1991 als Baudenkmal der Stadt Mönchengladbach eingetragen.

### Wasserturmhochhaus Großheide
In Großheide gibt es ein Hochhaus, was zu einem weithin sichtbaren Wahrzeichen des Mönchengladbacher Ortsteils geworden ist. Hinter den Wänden des auf den ersten Blick architektonisch nicht besonders aufregenden Gebäudes verbirgt sich eine Besonderheit, die man zunächst kaum vermutet: Es handelt sich um eine Art Wasserturm.
Auf das Dach eines Bunkers aus dem II. Weltkrieg wurde nach Kriegsende in der zweiten Hälfte der 1940er Jahre zunächst ein Wasserhochbehälter montiert, der circa 2100 Kubikmeter, also rund 2,1 Millionen Liter Wasser speichern kann. Um Bunker und Wasserbehälter herum wurden 1949 schließlich insgesamt 48 Wohnungen gebaut, die den gesamten Gebäudekomplex von außen als ganz gewöhnliches Hochhaus erscheinen lassen.

### Viersener Landwehr
Am nördlichen Rand von Großheide verläuft, entlang der heutigen Mönchengladbach-Viersener Stadt- und Kreisgrenze, die sogenannte Viersener Landwehr. Es handelt sich dabei um eine spätmittelalterliche Verteidigungsanlage, die von der Viersener Seite aus im 15. Jahrhundert errichtet worden war. Das benachbarte Viersen gehörte damals als Exklave zum früheren Herzogtum Geldern und war von drei Seiten vom Territorium des früheren Herzogtums Jülich umgeben, zu dem auch Gladbach gehörte. Da man sich auf der Viersener Seite offenbar bedroht fühlte, umgab sich das Altviersener Gebiet im Mittelalter mit umfangreichen Verteidigungswällen gegenüber dem Jülicher Land. Zwischen Großheide und den im Norden benachbarten Viersener Weiler Bötzlöh ist diese sogenannte Landwehr recht gut erhalten.
Die Landwehr zwischen Großheide und Bötzlöh ist seit dem 28. Oktober 2009 mit der Listennummer 026 als geschichtliches Bodendenkmal in der Denkmalliste der Stadt Viersen eingetragen.

## Vereinswesen und Gesellschaftsleben

### Kleingärtner
- Kleingärtnerverein Großheide e.V, Leopold-Becker-Weg 70, 41063 Mönchengladbach[29]

### Schützenbruderschaften
- Bürgerschützenverein Windberg und Großheide e.V.[30]

## Die nähere Umgebung
| Bockerter Heide                | Bötzlöh Ompert                              | Ummer Heimer Helenabrunn Lockhütte |
| Winkeln Venn                   | Kompassrose, die auf Nachbargemeinden zeigt | Fuchshütte Bettrath Hoven          |
| Hamern Beltinghoven Waldhausen | Windberg Gladbach                           | Bunter Garten Eicken               |

## Söhne und Töchter der Stadt
- Vitus Loers (1792–1862), Altphilologe und Direktor des Trierer Gymnasiums.